# RSA Factoring Challenge
RSA Factoring Challenge były otwartymi zawodami zorganizowanymi przez RSA Security w celu pobudzenia badań nad praktycznymi algorytmami faktoryzacji dużych liczb. Opublikowana została lista pseudopierwszych liczb (rozkładających się na dokładnie dwa czynniki), nazwanych liczbami RSA. Za rozłożenie niektórych z nich wyznaczono pieniężną nagrodę. Najmniejsza z nich, 100-cyfrowa liczba RSA-100 została rozłożona w ciągu kilku dni, ale większość do dziś pozostaje niezłamana.
Konkurs rozpoczął się 18 marca 1991 roku, a zakończył się w maju 2007 r. Organizatorzy stwierdzili, że aktualny stan wiedzy pozwala na stosowanie bardziej zaawansowanych metod oceny siły algorytmów szyfrujących.
Zawody miały na celu śledzenie rozwoju możliwości komputerów w faktoryzacji. Jest to niezwykle istotne przy wyborze długości klucza w szyfrowaniu asymetrycznym metodą RSA. Postęp w łamaniu kolejnych liczb powinien zdradzać jakie długości klucza można jeszcze uznawać za bezpieczne.
Pierwsze wygenerowane liczby RSA, od RSA-100 do RSA-500, były oznaczane według liczby cyfr dziesiętnych. Potem wprowadzono numerację zależną od liczby bitów, począwszy od RSA-576.

## Zadanie
Niech {\displaystyle n} oznacza liczbę RSA. Istnieją liczby pierwsze {\displaystyle p} i {\displaystyle q,} takie że:
{\displaystyle n=pq.}
Zadanie polega na znalezieniu tych liczb, mając dane {\displaystyle n}'.
Liczby te zostały dobrane tak, aby wartości podstawowych funkcji arytmetycznych nie ułatwiały rozłożenia jej na czynniki pierwsze:
{\displaystyle d(n)=2}
{\displaystyle \phi (n)=(p-1)(q-1)=n+1-(p+q)}
{\displaystyle \sigma (n)=(p+1)(q+1)=n+1+p+q.}

## Nagrody i postępy
Poniższa tabela przedstawia stan zawodów.
Wiersze różowe dotyczą liczb podanych w cyfrach dziesiętnych, wiersze żółte dotyczą liczb podanych w bitach, z wyznaczoną nagrodą za rozwiązanie.
Część nagród została wycofana ze względu na zakończenie zawodów w 2007 roku.
| Liczba RSA | Cyfr | Bitów | Nagroda              | Rozłożona        | Zespół rozwiązujący                                                    |
| ---------- | ---- | ----- | -------------------- | ---------------- | ---------------------------------------------------------------------- |
| RSA-100    | 100  | 330   | 1 000 $              | 1 kwietnia 1991  | Arjen K. Lenstra                                                       |
| RSA-110    | 110  | 364   | 4 429 $              | 14 kwietnia 1992 | Arjen K. Lenstra i M.S. Manasse                                        |
| RSA-120    | 120  | 397   | 5 898 $              | 9 czerwca 1993   | T. Denny et al.                                                        |
| RSA-129    | 129  | 426   | 100 $                | 26 kwietnia 1994 | Arjen K. Lenstra et al.                                                |
| RSA-130    | 130  | 430   | 14 527 $             | 10 kwietnia 1996 | Arjen K. Lenstra et al.                                                |
| RSA-140    | 140  | 463   | 17 227 $             | 2 lutego 1999    | Herman J. J. te Riele et al.                                           |
| RSA-150    | 150  | 496   |                      | 16 kwietnia 2004 | Kazumaro Aoki et al.                                                   |
| RSA-155    | 155  | 512   | 9 383 $              | 22 sierpnia 1999 | Herman J. J. te Riele et al.                                           |
| RSA-160    | 160  | 530   |                      | 1 kwietnia 2003  | Jens Franke et al., Uniwersytet w Bonn                                 |
| RSA-170    | 170  | 563   |                      | 29 grudnia 2009  | D. Bonenberger i M. Krone                                              |
| RSA-576    | 174  | 576   | 10 000 $             | 3 grudnia 2003   | Jens Franke et al., Uniwersytet w Bonn                                 |
| RSA-180    | 180  | 596   |                      | 8 maja 2010      | S.A. Danilov i I.A. Popovyan, Uniwersytet Moskiewski                   |
| RSA-190    | 190  | 629   |                      | 8 listopada 2010 | A. Timofeev i I.A. Popovyan                                            |
| RSA-640    | 193  | 640   | 20 000 $             | 2 listopada 2005 | Jens Franke et al., Uniwersytet w Bonn                                 |
| RSA-200    | 200  | 663   |                      | 9 maja 2005      | Jens Franke et al., Uniwersytet w Bonn                                 |
| RSA-210    | 210  | 696   |                      | 26 września 2013 | Ryan Propper                                                           |
| RSA-704    | 212  | 704   | 30 000 $ (wycofana)  | 2 lipca 2012     | Shi Bai, Emmanuel Thomé i Paul Zimmermann                              |
| RSA-220    | 220  | 729   |                      | 13 maja 2016     | S. Bai, P. Gaudry, A. Kruppa, E. Thomé i P. Zimmermann                 |
| RSA-230    | 230  | 762   |                      | 15 sierpnia 2018 | Samuel S. Gross, Nobilis Inc.                                          |
| RSA-232    | 232  | 768   |                      | 17 lutego 2020   | N. L. Zamarashkin, D. A. Zheltkov i S. A. Matveev                      |
| RSA-768    | 232  | 768   | 50 000 $ (wycofana)  | 12 grudnia 2009  | Thorsten Kleinjung et al.                                              |
| RSA-240    | 240  | 795   |                      | 2 grudnia 2019   | F.Boudot, P. Gaudry, A.Guillevic, N. Heninger, E. Thomé i P. Zimmerman |
| RSA-250    | 250  | 829   |                      | 28 lutego 2020   | F.Boudot, P. Gaudry, A.Guillevic, N. Heninger, E. Thomé i P. Zimmerman |
| RSA-260    | 260  | 862   |                      | –                | –                                                                      |
| RSA-270    | 270  | 895   |                      | –                | –                                                                      |
| RSA-896    | 270  | 896   | 75 000 $ (wycofana)  | –                | –                                                                      |
| RSA-280    | 280  | 928   |                      | –                | –                                                                      |
| RSA-290    | 290  | 962   |                      | –                | –                                                                      |
| RSA-300    | 300  | 995   |                      | –                | –                                                                      |
| RSA-309    | 309  | 1024  |                      | –                | –                                                                      |
| RSA-1024   | 309  | 1024  | 100 000 $ (wycofana) | –                | –                                                                      |
| RSA-310    | 310  | 1028  |                      | –                | –                                                                      |
| RSA-320    | 320  | 1061  |                      | –                | –                                                                      |
| ...        | ...  | ...   |                      | ...              | ...                                                                    |
| RSA-450    | 450  | 1493  |                      | –                | –                                                                      |
| RSA-460    | 460  | 1526  |                      | –                | –                                                                      |
| RSA-1536   | 463  | 1536  | 150 000 $ (wycofana) | –                | –                                                                      |
| RSA-470    | 470  | 1559  |                      | –                | –                                                                      |
| RSA-480    | 480  | 1593  |                      | –                | –                                                                      |
| RSA-490    | 490  | 1626  |                      | –                | –                                                                      |
| RSA-500    | 500  | 1659  |                      | –                | –                                                                      |
| RSA-617    | 617  | 2048  |                      | –                | –                                                                      |
| RSA-2048   | 617  | 2048  | 200 000 $ (wycofana) | –                | –                                                                      |